# David Whyte

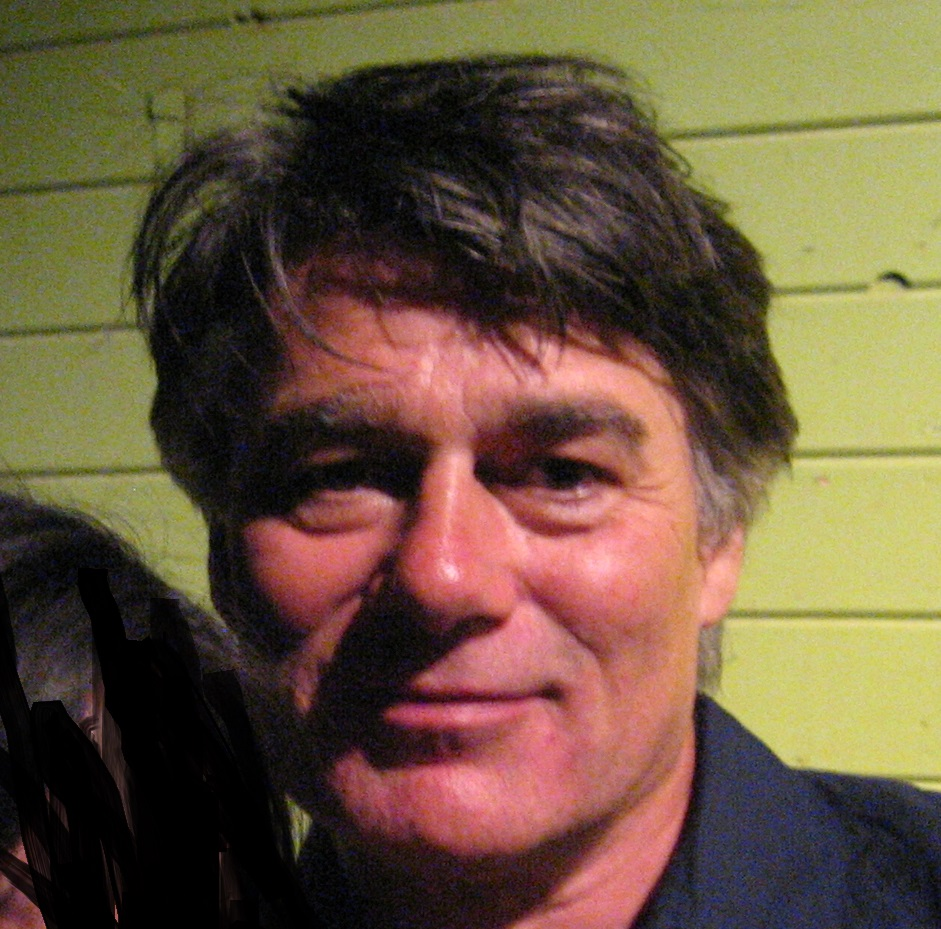
David Whyte (2009)

David Whyte (1955) is een Brits dichter, marien zoöloog en organisatieadviseur.

## Leven en werk
Whyte’s moeder kwam uit het Ierse Waterford en zijn vader stamde uit Yorkshire. Zijn dichterlijke aanleg ontleent hij aan zijn moeder. Al vroeg prentte hij fragmenten Ierse poëzie in zijn geheugen, waaronder werken van W.B. Yeats, Patrick Kavanagh en Seamus Heaney. Hij groeide op in Zuid Yorkshire en merkte ooit op dat hij een Wordsworthiaanse kindertijd beleefde. Whyte studeerde mariene zoölogie aan de universiteit van Bangor (Wales). Hij was als bioloog werkzaam op de Galapagos eilanden, alwaar hij bij een ongeval met een boot bijna verdronk. Hij leidde antropologische en natuurhistorische expedities in de Andes, het Amazonegebied en de Himalaya. Uit de schat aan hieruit opgedane ervaringen put hij in zijn poëzie, zijn lezingen en zijn workshops.
Whyte vertrok in 1981 naar de V.S en startte zijn carrière als dichter in 1986. Een jaar later nodigde een innovatief ondernemer hem uit om creativiteitscursussen te geven aan diens staf. Kort daarna begon hij met het publiceren, en het geven van consulten en seminars over organisatiemodellen en leiderschap. Daarbij streeft hij ernaar om de vitaliteit en het aanpassingsvermogen van medewerkers te verhogen door het ontsluiten van hun creativiteit. Tot de bedrijven die van zijn diensten gebruikmaken behoren o.a. Boeing, AT&T, NASA, Toyota, de Royal Air Force en de Arthur Andersen accountantsgroep.
Het onderwerp werken & zaken doen staat centraal in verscheidene van zijn boeken, waaronder Crossing the Unknown Sea: Work as Pilgrimage of Identity, The Three Marriages: Reimagining Work, Self and Relationship en The Heart Aroused: Poetry and the Preservation of Self in Corporate America. Laatstgenoemde uitgave bereikte in de V.S met 105.000 verkochte exemplaren de top van de bestsellerslijst voor managementboeken.
Whyte organiseert regelmatig groepsreizen voor dichters in Ierland, het Verenigd Koninkrijk en Italië. Hij verkreeg een eredoctoraat van het Neumann College in Aston, Pennsylvania. Hij is Associate Fellow van het Templeton College en de Said Business School, beide gelieerd aan de Universiteit van Oxford.

## Citaat
START CLOSE IN

Start close in,
don't take the second step
or the third,
start with the first
thing
close in
the step you don't want to take.

Uit: River Flow , 2007 (begin- en slot-couplet)

### Poëzie
- Pilgrim (2012)
- River Flow: New & Selected Poems 1984-2007 (Many Rivers Press 2007)
- Everything is Waiting for You (Many Rivers Press 2003)
- The House of Belonging (Many Rivers Press 1996)
- Fire in the Earth (Many Rivers Press 1992)
- Where Many Rivers Meet (Many Rivers Press 1990)
- Songs for Coming Home (Many Rivers Press 1984)

### Proza
- The Three Marriages: Reimagining Work, Self & Relationship (Riverhead 2009)
- Crossing the Unknown Sea: Work as A Pilgrimage of Identity (Riverhead 2001)
- The Heart Aroused: Poetry & the Preservation of the Soul in Corporate America (Doubleday/Currency 1994)

### Curaties
- See All This Art Magazine #36 To be a Pilgrim (2024)

- Gemeinsame Normdatei: 138218889
- International Standard Name Identifier: 0000 0001 1953 4019
- Library of Congress Control Number: nr92002914
- Nationale Bibliotheek van Letland: 000034550
- Nationale Bibliotheek van Tsjechië: jo2014841997
- Nationale bibliotheek van Australië: 41687002
- Nationale Bibliotheek van Israël: 987007442843405171
- SNAC: w6w09jpw
- Système universitaire de documentation: 095040161
- Virtual International Authority File: 100327201
- WorldCat: E39PBJd8bThH6x7yRxtdDBtdwC